# Каргалы (Башкортостан)
Каргалы (баш. Ҡарғалы) — село в Чекмагушевском районе Республики Башкортостан, входит в состав Тузлукушевского сельсовета.

## География
Расстояние до:
- районного центра (Чекмагуш): 30 км,
- центра сельсовета (Каразириково): 10 км,
- ближайшей ж/д станции (Буздяк): 95 км.

## Население
| 2002 | 2009 | 2010 |
| ---- | ---- | ---- |
| 196  | →196 | ↘161 |

### Национальный состав
Согласно переписи 2002 года, преобладающие национальности — татары (59 %), башкиры (41 %).

## Известные уроженцы
- Зарипов, Хамитьян Камалович (1910—1990) — советский деятель сельского хозяйства, Герой Социалистического Труда.